# Blümchensex
Blümchensex, manchmal Gänseblümchensex, ist eine Bezeichnung aus der deutschen Alltagssprache für eine sanfte, auf Zärtlichkeit und Kuscheln ausgerichtete Sexualität, die sowohl Petting als auch Geschlechtsverkehr einschließen kann. Im Vordergrund steht dabei die Romantik, ohne besondere Experimente. Oft wird das auch als Kuschelsex bezeichnet. Manchmal wird Blümchensex abwertend verwendet, dazu finden sich beispielsweise in Kontaktanzeigen entsprechende Wendungen. Manche Menschen versuchen das Wort auch ausdrücklich als Schimpfwort zu benutzen. Gegenbegriffe zu Blümchensex sind etwa Sexspiele, Rollenspiele, Hardcore-Sex oder BDSM.
In der BDSM-Szene wird manchmal Blümchensex in der gleichen Bedeutung wie Vanillasex verwendet, womit „Nicht-BDSM-Sex“ gemeint ist (Sex ohne Extras). Lesbische BDSM-Anhängerinnen verwenden Kuschelsex als Kampfbegriff in den Auseinandersetzungen mit radikalen Feministinnen, die aggressions- und gewaltfreie Sexualität als Leitbild propagieren (vergleiche Feminist Sex Wars). In der Lesbenszene gibt es SM-Lesben und als Gegenteil die Vanilla-Lesben oder eingedeutscht „Blümchen-Lesben“.

## Wortherkunft
Martin Goldstein alias Dr. Sommer erklärte in der Bravo: „Blümchensex haben oft junge und unerfahrene Paare. Gemeint ist ein vorsichtiges, forschendes und zartes Liebesspiel, meist ohne Geschlechtsverkehr.“ Eine Herkunftsmöglichkeit des Wortes sei, dass Blumen meist etwas Süßes, Niedliches und Verspieltes verkörpern – eben das, was beim Blümchensex passiere. Eine andere Möglichkeit sei die Ableitung vom Blümchenkaffee, einem sehr dünnen Kaffee, durch den man die Blumen auf dem Boden der Porzellantasse erkennen könne.
Manchmal wird in Schlagzeilen auch der Bestäubungsvorgang von Blüten durch Honigbienen als Blümchensex beschrieben. Die Bezeichnung könnte entstanden sein in Anlehnung an eine auf diesem Bild gründende rückständige Sexualaufklärung, die den Geschlechtsakt verniedlichend als Vereinigung von Bienchen und Blümchen umschreibt.
Volkmar Sigusch bezeichnet in seiner Geschichte der Sexualwissenschaft das etwa von Ernest Bornemann und Wilhelm Reich beschriebene letztendliche Ideal, aus dem alles nur entfernt Gleichgeschlechtliche verdrängt wurde, als Coitus germanicus simplex. Für Christoph Winder von Der Standard ist damit ein „heterosexueller Wald- und Wiesenbeischlaf der schlichtesten Machart“ gemeint.

## Verbreitung
Anfang 2020 ergab eine GfK-Befragung von 1000 Mitgliedern des Dating-Portals LoveScout24, dass 37 % der Männer „eher zärtlichen Sex“ wünschen (Frauen: 30 %), gegenüber 11 % für „eher härteren Sex“ (Frauen: 14 %). Dass Streicheln zum Sex dazugehöre, fand am meisten Zustimmung: bei 56 % der Männer und 47 % der Frauen. Küssen beim Sex war der zweitwichtigste Wunsch: 48 % bei Männern, 46 % bei Frauen. Zärtliches Vorspiel gehörte für 43 % der Männer zum Sex, aber nur 36 % der Frauen fanden das wichtig. Der Aussage: „Ich genieße gerne und gehe auch auf meine Partnerin/meinen Partner bewusst ein“, stimmten 50 % aller Männer zu, hingegen nur 39 % der Frauen. Während sich nur 18 % der jungen Generation im Alter von 18 bis 30 für zärtlichen Sex aussprachen, waren es 40 % bei der Generation über 40 Jahre. Eine „schnelle Nummer“ ohne Vorspiel (Quickie) empfanden 38 % der Männer als befriedigend, aber nur 25 % der Frauen; Dreißig- bis Vierzigjährige erfreuten sich zu 40 % daran.
Mitte 2015 ergab eine Auswertung von Vorlieben der 3,8 Millionen deutschen Nutzer des Dating-Portals C-date, dass Berliner vorrangig Kuschelsex suchten, während Hamburger Exhibitionismus und Voyeurismus wünschten, Nordrhein-Westfalen Sexspielzeug bevorzugten, Hessen an Rollenspielen interessiert waren und Bayern auf Auspeitschen standen.

## Künstlerische Umsetzungen
Der Komiker Holger Müller, alias „Ausbilder Schmidt“, nannte 2005 seine zweite CD Blümchensex – ist aber auf dem Cover im Gegensatz zum eigentlichen Wortsinn mit einem Kaktus abgebildet. Im Lied Blümchensex der Rockband Killerpilze aus dem Jahr 2006 meint ein Mann, dass seine Eroberung auf Blümchensex steht; er sagt, dies sei für ihn kein Problem, aber man solle doch endlich anfangen. In einer Strophe zieht sie dann eine Lederpeitsche hervor und er flüchtet schnell.